# Neil Walker (baseballista)
Neil Martin Andrew Walker (ur. 10 września 1985) – amerykański baseballista występujący na pozycji drugobazowego w Miami Marlins.

## Przebieg kariery
Po ukończeniu szkoły średniej, w czerwcu 2004 został wybrany w pierwszej rundzie draftu z numerem 11. przez Pittsburgh Pirates i początkowo grał w klubach farmerskich tego zespołu, między innymi w Indianapolis Indians, reprezentującym poziom 
Triple-A. W Major League Baseball zadebiutował 1 września 2009 w meczu przeciwko Cincinnati Reds jako pinch hitter. Pierwszego home runa zdobył 1 czerwca 2010 w meczu z Chicago Cubs. W 2010 w głosowaniu na najlepszego debiutanta w National League zajął 5. miejsce.
1 kwietnia 2011 zdobył pierwszego grand slama w MLB i został jedynym obok Roberto Clemente zawodnikiem w historii klubu, który dokonał tego w meczu otwarcia sezonu zasadniczego. W sezonie 2014 zdobył 23 home runy i zaliczył 76 RBI i został wyróżniony spośród drugobazowych otrzymując nagrodę Silver Slugger Award.
W grudniu 2015 przeszedł do New York Mets za Jona Niese'a. W sierpniu 2017 został zawodnikiem Milwaukee Brewers. W marcu 2018 podpisał roczny kontrakt z New York Yankees.

## Nagrody i wyróżnienia
| Nagroda/wyróżnienie  | Lata | Źródło |
| Silver Slugger Award | 2014 | [ 6 ]  |